# Altena (Nieuw-Nederland)
Altena was een nederzetting in Nieuw-Nederland, bij Fort Christina. Fort Christina was in 1638 als eerste nederzetting door Peter Minuit in naam van de Zweden opgericht, waardoor een nederzetting was ontstaan die Christinaham werd genoemd. De Nederlanders noemden het na de overname Altena. Altena staat tegenwoordig bekend als Wilmington.